# Anton Muzić
Don Anton Muzić-Muzaj (Vrnavokolo, Kosovo, 1921. – Skadar, Albanija, 1948.), mučenik vjere, katolički svećenik iz župe Letnice, Hrvat.

## Životopis
Rodom iz Vrnavokola - Kosovo. Bio je sin Dejka i Dile Muzić. Srednju je školu završio u Papinskom sjemeništu u Skadru. Godine 1938. otišao je u Rim u Kongregaciju za propagandu vjere (De Propaganda Fide) i studirao na Gregorijanskom sveučilištu. Za svećenika je zaređen u Rimu u Kongregaciji za propagandu vjere. Zaredio ga je prefekt Kongregacije, kancelar Pietro Fumasoni Biondi, 19. ožujka 1945. (Postoje i navodi o njegovu zaređenju 19. ožujka 1944. godine.) 1944. godine specijalizirao je licencijat iz teologije. Vrativši se u Albaniju 1945. godine, bio je određen za nadbiskupijskog kancelara. U razdoblju komunističkog režima prekinut mu je život iz mržnje prema vjeri.
Uhićen je u Skadru 20. svibnja 1947. godine (prema nekim izvorima; u lipnju ili rujnu 1947. godine). Dok je bio u zatvoru, neprestano su ga mučili. Neljudski je mučen, samo zato što nije pristao zanijekati vjeru. Ne bi li mu slomili duh, od 1. listopada 1947. bio je prisiljen petnaest dana, danonoćno, nepomično stajati pred zidom, za to su ga vrijeme neprestano polijevali vodom. Promrzlog i nemoćnog ostavili su ga da spava na golom podu, zbog takvih neljudskih uvjeta obolio je od tuberkuloze. Nakon što su mu slomili ruke i noge, vidjevši da je na pragu smrti od zadobivenih rana, uvjetno su ga oslobodili iz zatvora i vratili kući (tj. U nadbiskupiju). Suđenje je bilo 14. siječnja 1948. godine.
Fra Zef Pllumi, jedan od preživjelih za vrijeme komunističkog režima u Skadru, u svojoj knjizi „Živi samo da ispričaš“ opisao je mučenja i uvjete kojima su bili izloženi mučeni svećenici u Skadru.
Glavni predstavnici albanskog katoličkog klera bili su suočeni s najdivljijim komunističkim terorom. Antona su optužili kao agenta poslanog od Vatikana za subverziju u Albaniji. Na suđenju je govorio s velikim poteškoćama, ne zbog straha, nego zato što je bio potpuno oslabio od tortura. Predsjednik suda na montiranom suđenju pročitao je odluku formuliranu na dugo i naširoko, s onim „uvjerljivim“ dokazima, koje redovno donose svi dželati svijeta. Svi su osuđeni, neki na smrtnu kaznu strijeljanjem, neki na doživotnu kaznu u zatvoru, pojedini su dobili do nekoliko godina kazne u zatvoru, a iznemogli don Anton Muzaj, koji je bio toliko onemoćao da je mogao umrijeti svaki čas, uvjetno je oslobođen (oslobođen je samo zato što je bio nasmrt bolestan). Nakon što je oslobođen, umro je u strašnim bolovima, od posljedica tortura, u rezidenciji skadarskog nadbiskupa, u proljeće 1948., u 28. godini života (točan nadnevak smrti je nepoznat).
Ujutro, iza vremena posluživanja, dali su nam po komad kukuruznog kruha, po običaju, i zdjelu vode, a onda je počela druga sjednica. Na toj sjednici uvećao se broj još s dvojicom drugih: fra Donat Kurti i don Anton Muzaj.
Sjednica drugog dana, mogu reći bez ikakve sumnje, bila je najveličanstvenija u cijeloj povijesti Katoličke Crkve u Albaniji. Glavni predstavnici albanskog katoličkog klera bili su suočeni s najdivljijim komunističkim terorom.
Katolička Crkva se tamo pokazivala gola sa svim svojim manama i sa svom svojom nedodirljivom veličinom. Samo sam ja ostao živ kao svjedok tog dana.
Govorili su jedan za drugim don Tome Laca, fra Donat Kurti, don Nikolle Deda, fra Mati Prendushi i mons. Frano Gjini.
Onda su se obratili don Antonu Muzaj. Oni su ga doveli zajedno s fra Donatom na početku ove sjednice, ali kad su ga dovodili, policajci su ga više nosili na rukama, nego što je on mogao hodati. Nama je izgledalo da nam donose mrtvaca. Bio je žut kao vosak, kost i koža. S puno poteškoća je kašljao. Torture su ga dovele na prag smrti. Kad su ga prozvali, sudci su imali sažaljenja i upitali ga: ˝Možeš li stajati na nogama?“
Vidjelo se da ne može stajati, primakli su mu stolicu i počeli s pitanjima. Optužili su ga kao agenta poslanog od Vatikana za subverziju u Albaniji. On je odgovarao s velikim poteškoćama, ne iz straha, nego je samo toliko imao snage što mu je ostala u osakaćenom tijelu.
Pravo govoreći, nisu ga tretirali grubo kao nas druge, vidjeli su da on više nema života i da im je mogao umrijeti tu pred očima, pitali su ga vrlo malo, a onda su prozvali fra Donata.
U 14.00 sati se donosila odluka. I bi tako.
Mi smo čekali tu otprilike oko 20 minuta, čuvani od vojnika da ne pričamo niti jednu riječ. Kad je ušlo sudačko tijelo, zajedno s onim majorom što je donio pismo, oni na nogama, a i mi smo ustali svi, osim don Antona Muzaja.
Predsjednik je pročitao odluku formuliranu na dugo i naširoko, s onim „uvjerljivim“ dokazima, koje redovno donose svi dželati svijeta.
Toga dana je, dok su drugi osuđeni na smrtnu kaznu strijeljanjem, neki pak na doživotnu kaznu u zatvoru, pojedini su dobili do nekoliko godina kazne u zatvoru, Don Anton Muzaj je uvjetno oslobođen. (Razumljivo, oslobođen je samo zato što je bio na smrt bolestan.)
Nakon što je oslobođen, umro je u strašnim bolovima, od posljedica tortura, u rezidenciji skadarskog Nadbiskupa, u proljeće 1948., u 28. godini života (točan datum smrti je nepoznat).

## Beatifikacija
Postupak proglašavanja blaženim započeo je 10. studenog 2002. godine u Skadarskoj biskupiji. Kauza za beatifikaciju 38 mučenika ubijenih iz mržnje prema vjeri (lat. In odium fidei) obuhvaća razdoblje od 1913. do 1974. Kauza je svečano zaključena 8. prosinca 2010. godine. Papa Franjo primio je 26. travnja 2016. u audijenciju prefekta Kongregacije za kauze svetaca, kardinala Angela Amata te mu dao ovlaštenje za proglašenje dekreta o mučeništvu sluge Božjeg Antona Muzića i 37 prijatelja mučenika.
Proglašen je blaženim u Skadru 6. studenoga 2016., zajedno s trideset i osam albanskih mučenika, a među njima je još jedan Hrvat fra Serafin Kodić Glasnović. Alojzije Palić proglašen je blaženim naknadno 2024. godine.
Don Antonov životni put zabilježen je u dokumentarnom filmu Bože Vodopije Svete vjere mučenici: hrvatski blaženici iz Janjeva i Vrnavokola.